# مركز فولياجميني الأولمبي
كان مركز فولياجميني الأولمبي موقعًا لسباق الترياثلون للرجال والسيدات في دورة الألعاب الأولمبية الصيفية 2004 في أثينا، اليونان. كما استضافت أحداث الدراجات التجريبية للوقت الفردي. يقع المرفق المؤقت في فولياجميني، جنوب أثينا، ويتسع حوالي ل3600 مقعدًا، على الرغم من وجود 2200 مقعدًا فقط متاحا للجمهور لهذا الحدث.